# Żeglarstwo na Letnich Igrzyskach Olimpijskich 1900 – do 0,5 t (wyścig II)
Klasa do 0,5 t (wyścig II) był jednym z wyścigów żeglarskich rozgrywanych podczas II Letnich Igrzysk Olimpijskich w Paryżu. Zawody odbyły się w dniu 24 maja 1900 r. 
W klasie do 0,5 t rozegrano dwa wyścigi olimpijskie, w każdym z nich przyznano osobne medale olimpijskie.
W zawodach wzięło udział siedem jachtów. Wszystkie reprezentowały Francję. Niestety nie są znane pełne składy ekip.

## Wyniki
| Poz.                                                          | Zawodnik    | Kraj    | Wynik   | Uwagi |
| ------------------------------------------------------------- | ----------- | ------- | ------- | ----- |
| złoto                                                         | Fantlet     | Francja | 1:35:59 |       |
| sternik: Émile Sacré; załoga: nieznana                        |             |         |         |       |
| srebro                                                        | Quand-Même  | Francja | 1:40:42 |       |
| sternik: Texier (I); załoga: Texier (II), Robert Linzeler     |             |         |         |       |
| brąz                                                          | Baby        | Francja | 1:48:44 |       |
| sternik: Pierre Gervais; załoga: nieznana                     |             |         |         |       |
| 4.                                                            | Sarcelle    | Francja | 2:07:52 |       |
| sternik: Henri Monnot; załoga: Léon Tellier, Gaston Cailleu   |             |         |         |       |
| 5.                                                            | Souriceau   | Francja | 2:08:04 |       |
| sternik: Maurice Monnot; załoga: nieznana                     |             |         |         |       |
| 6.                                                            | Giselle     | Francja | 2:34:09 |       |
| sternik: George Semichon; załoga: nieznana                    |             |         |         |       |
| –                                                             | Plume-Patte | Francja | DNF     |       |
| sternik: Jacques d'Estournelles de Constant; załoga: nieznana |             |         |         |       |